# Mesobuthus barszczewskii
Espèce
Synonymes
- Buthus eupeus barszczewskii Birula, 1904

Mesobuthus barszczewskii est une espèce de scorpions de la famille des Buthidae.

## Distribution
Cette espèce est endémique d'Ouzbékistan,. Elle se rencontre dans les provinces de Sourkhan-Daria et de Kachkadaria.

## Description
La femelle décrite par Kovařík, Fet, Gantenbein, Graham, Yağmur, Šťáhlavský, Poverenni et Nouvruzov en 2022 mesure 62,58 mm.

## Systématique et taxinomie
Cette espèce a été décrite sous le protonyme Buthus eupeus barszczewskii par Birula en 1904. Elle suit son espèce dans le genre Mesobuthus en 1950. Elle est placée en synonymie avec Mesobuthus thersites par Kovařík en 2019. Elle est relevée de synonymie et élevée au rang d'espèce par Kovařík, Fet, Gantenbein, Graham, Yağmur, Šťáhlavský, Poverenni et Nouvruzov en 2022.

## Étymologie
Cette espèce est nommée en l'honneur de Leon Barszczewski.

## Publication originale
- Birula, 1904 : « Miscellanea scorpiologica. VI. Ueber einige Buthus-Arten Centralasiens nebst ihrer geographischen Verbreitung. » Annuaire du Musée Zoologique de l’Académie Impériale de Sciences de St.-Pétersbourg, vol. 9, no , p. 20–27 (texte intégral).